# Gallinago paraguaiae

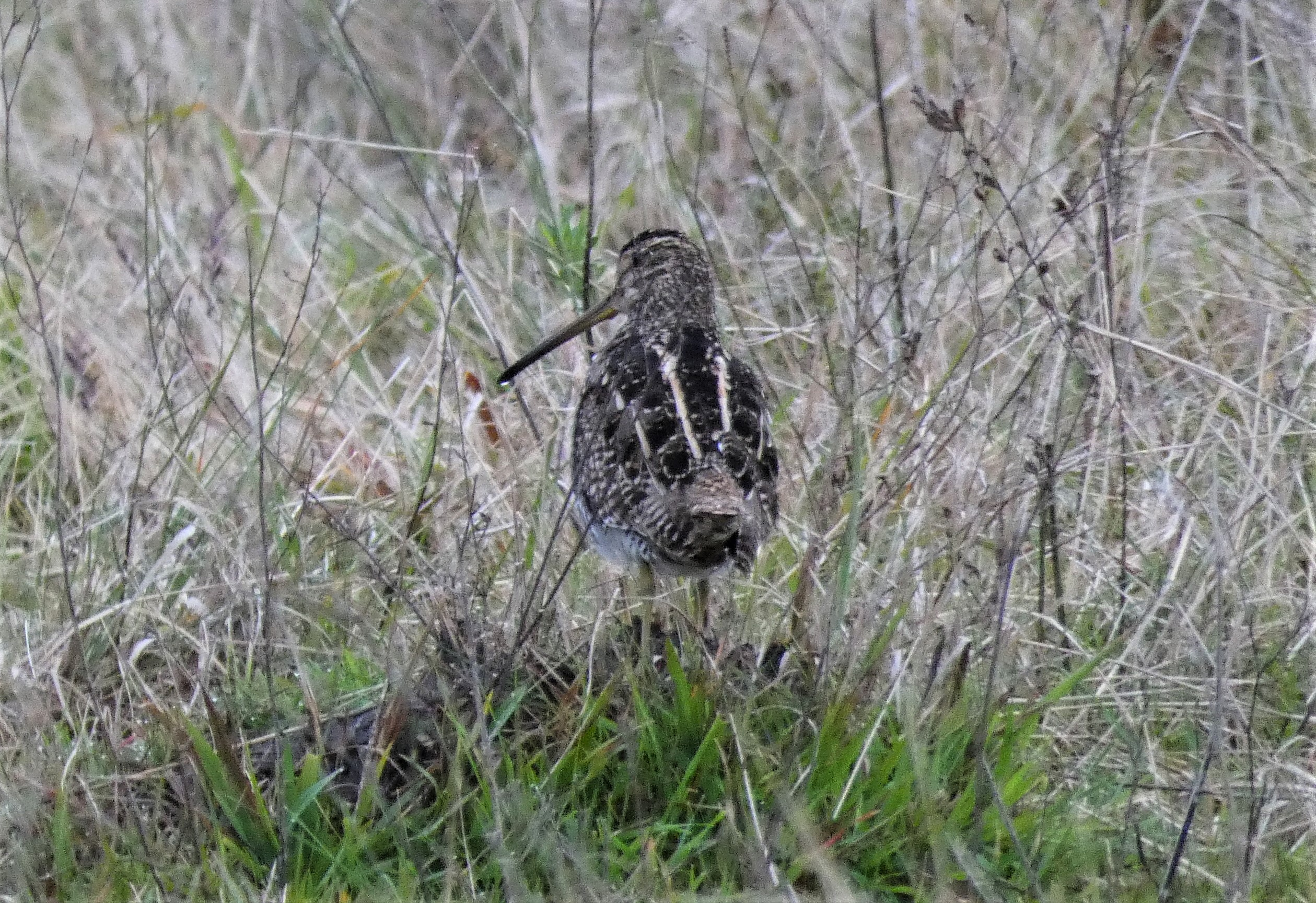
Ejemplar de Becasina registrado en Uruguay

La agachadiza suramericana, becasina de bañado, becasina común o aguatero (Gallinago paraguaiae) es una especie de ave caradriforme de la familia Scolopacidae que vive en América del Sur. Su posición taxonómica es complicada, a veces es tratado como una subespecie de Gallinago gallinago, o dividido en dos especies, donde la población andina es denominada becasina de la puna (Gallinago andina). 

## Distribución y Hábitat
Esta pequeña limícola se reproduce en la mayor parte de Sudamérica lejos de la costa del Océano Pacífico y este de Brasil, y también en las Islas Malvinas, Trinidad y posiblemente Tobago. La denominada raza de tierras bajas  G. p. paraguaiae es residente, pero la población del sur  G. p. magellanica migra hacia el norte en invierno, abandonando Tierra del Fuego, y la andina, G. p. andina, se desplaza hacia terrenos más bajos. Vive entre los 300 y 1.300 m de altitud. Habita pastizales inundables o cerca de cuerpos de agua.

## Descripción
Mide entre 27 y 29 cm de longitud y pesa 110 a 115 g. Las patas son cortas, de color gris verdoso. El pico es de color amarillo verdoso, largo y recto, de 64 a 78 mm de largo. El plumaje del dorso es negruzco con motas amarillentas y una V blancuzca. Presenta una franja negruzca a lo largo del píleo y otra a lo largo de los ojos y líneas blancuzcas por encima y por debajo de ellos. Las mejillas tienen matices de color ante a anaranjado o rufo. Las alas son marrón oscuro con manchas y vermiculado castaño amarillento y blanco; las coberteras y supracaudales con tienen barras negras y castaño amarillento. El pecho presenta tonos de colores castaño a ante. La garganta y el vientre son blancos. La cola es negra con faja color canela.
En la zona central de Chile, se la denomina "Porotera", debido al sonido que emite, sobre todo al atardecer, acompañado de un vuelo ascendente y descendente, alternativo.

## Alimentación
Se alimenta de insectos y lombrices y también de material vegetal.

## Reproducción
En la época de apareamiento, el macho llama la atención de la hembra ejecutando un vuelo alto en círculos y luego lanzándose al agua para tocarla a ras de manera que produce un sonido característico.
La temporada reproductiva es muy variable, encontrándose nidos activos desde el invierno hasta mitad del verano en Argentina. El nido es una taza de pastos dentro de depresión en el suelo, bien escondido. Los nidos suelen ubicarse cerca de cuerpos de agua permanentes o temporales. La hembra pone de dos a tres huevos amarillentos con manchas pardas oscuras, que son incubados por ambos progenitores durante 19 días. Los pichones abandonan el nido inmediatamente después de nacer.
El éxito rerproductivo parece ser bajo, siendo presas de muchos depredadores terrestres y susceptibles a inundarse luego de fuertes lluvias.